# 格陵蘭旗幟
格陵蘭旗幟是一位格陵蘭原住民圖厄·基斯當臣（Thue Christiansen）設計的。在擊敗一面以北歐十字為基礎的設計後，於1989年啟用。
根據設計者的解釋，白色橫條代表佔當地土地面積80%的冰片和冰蓋，紅色橫條代表海洋。紅色半圓代表太陽，白色半圓象徵冰山。整個畫面令人聯想到夕陽西下，太陽的影子投射在海面上。
本旗在格陵蘭語被稱為Erfalasorput（我們的旗幟），另外Aappalaartoq（紅旗）可以指本旗或丹麥國旗。

## 其他草案
- 一个綠色和白色构成的格陵兰旗帜草案
- 1973年第一份草案，認為綠色，白色和藍色會比較適合
- 1984年 Sven Tito Achen 提出的北歐十字草案
- 1991年匿名者的草案（白色代表格陵蘭的雪，綠色代表格陵蘭的名稱）
- 基於丹麥國旗的另外一個草案